# Acacia rorudiana
Acacia rorudiana är en ärtväxtart som beskrevs av Erling Christophersen. Acacia rorudiana ingår i släktet akacior, och familjen ärtväxter. Inga underarter finns listade i Catalogue of Life.